# Măneuți
Măneuți – wieś w Rumunii, w okręgu Suczawa, w gminie Frătăuții Vechi. W 2011 roku liczyła 1741 mieszkańców.